# 톡토기
톡토기는 톡토기아강에 속하는 절지동물이다. 전 세계에 8,500여 종이 존재한다. 뛰어오를 수 있는 도약기라는 기관이 있으나 날개는 없다. 몸길이는 0.5~3mm로 낙엽이나 썩은 나무 밑, 물 위, 모래 등 전 세계 어느 곳에서나 서식한다. 톡토기는 원시적인 육각류로 배부 제1마디 아랫면에 복관(腹管)이라는 관 모양의 돌기가 있고 점액을 가진 신장형 또는 끈 모양의 주머니가 가장자리로부터 드나들 수 있다. 이는 수분 및 삼투압으로 조절하는 기관이다.

## 같이 보기
- 육각류

## 참고 문헌
- 이 문서에는 다음커뮤니케이션(현 카카오)에서 GFDL 또는 CC-SA 라이선스로 배포한 글로벌 세계대백과사전의 내용을 기초로 작성된 글이 포함되어 있습니다.